# Francis Lagrange
Francis Lagrange, dit « Flag », né en 1900 à Lille est un faussaire français, célèbre pour les fresques et les peintures qu'il a réalisées pour obtenir de meilleures conditions de vie, lors de sa détention au bagne de la Guyane française (environ 18 ans).

## Biographie

### Jeunesse
Francis Lagrange, né à Lille le 29 mars 1900  est le fils d'un fabricant restaurateur et marchand de meubles Alphonse Lagrange . Condamné une première fois en 1918 pour abus de confiance, puis quelques mois plus tard pour vol. Il est alors recruté comme informateur par l'intelligence service. Lagrange avait également une passion qui était la falsification dans un premier temps sur son identité, puis dans différents domaines car son passe-temps favori était de contrefaire des billets de banque, des tableaux et des timbres rares. (Il copiait mieux les tableaux qu’il ne les créait).  
Il considéra donc que les falsifications d’œuvres et de timbres lui rapporteraient plus, et conviendraient mieux à ses besoins financiers.

### Le début du bagne
En 1927 condamné à 18 mois de prison il fait appel ce qui lui vaut d'être envoyé au bagne en 1931. Débarqué à Saint-Jean-du-Maroni le relégué matricule 14912 s'évade une première fois. Il s'évade à nouveau en 1932 et se retrouve incarcéré au Surinam. Le 17 août 1932 il est condamné à 10 ans de travaux forcés par la cour d'assises de Cayenne et envoyé aux iles du Salut. Changeant de catégorie, il passe de relégué à transporté sous le matricule 51293. Son diminutif sur l’île était « Flag (il signait F.Lag) ».

### Sa vie au bagne
En 1938, il tenta de s'évader du bagne, mais ce fut un échec. Il se vit conduire dans un autre bagne, celui de l'île Saint-Joseph ou sur l'île du Diable. Il obtint de meilleures conditions de vie en peignant les chambres des surveillants. Il échappa en grande partie à l’enfer des cachots en ne réintégrant sa cellule que la nuit, et recevait un traitement de faveur dont ses compagnons ne bénéficiaient pas, comme de la meilleure nourriture.
Après quelques mois sur l’île Saint-Joseph ou l’île du Diable, il fut à nouveau rapatrié sur l’île Royale. Pour à nouveau jouir de meilleures conditions de vies, il mit à profit ses talents. Il décora par exemple la chapelle de l’île, et peignit des fresques sur les murs de l’hôpital. (Entre 1946 et 1976, la chapelle et l'hôpital n’étant pas entretenue, ses œuvres se délabrèrent jusque dans les années 1980, où l’on commença la rénovation de la chapelle (classée monument historique)  encore en cours aujourd'hui . N’ayant pas perdu la main, le faussaire se remit à l’œuvre et copia des documents avec la complicité de certains gardiens, ce qui lui permettait d’obtenir quelques privilèges supplémentaires. Il continuait à peindre malgré tout, et représenta la vie quotidienne du bagne, dans une trentaine de tableaux. Ses compagnons appréciaient davantage ses peintures de femmes nues et de scènes érotiques qu’il peignait en quelques minutes.
En 1946, il fut libéré et vécut en reproduisant des cartes postales et en peignant des tableaux qui se vendaient assez bien, étant donné son bon sens du commerce. Afin de plaire à une clientèle attiré par le coté sulfureux du bagne il adopte un style volontairement naïf,“ l’art bagnard ”, qui se résume à peindre des scènes de la vie du bagne.

### Un Néerlandais
Un jour[Quand ?], un Néerlandais lui demanda de copier des tableaux. Il le paya avant que le travail soit commencé. Le faussaire accepta, et dépensa tout l’argent en galante compagnie, et ne fit pas le travail, ce qui énerva son commanditaire qui le dénonça et le fit incarcérer pendant 3 ans dans les prisons néerlandaises pour tentative d’émission de fausse monnaie. Les amis de « Flag », pour le venger, promirent au Néerlandais un travail de décoration à Albina (Ville du Surinam, située à la frontière de la Guyane, en face de la ville de Saint-Laurent-du-Maroni), où ils le livrèrent à la police néerlandaise.

### Après le bagne
En 1949, après avoir fini sa peine, Lagrange rentra en Guyane, à Cayenne, avec une dame créole qu’il avait rencontrée. Il continua d’effectuer divers travaux de décoration. Il était soupçonné de contrefaçon, mais ne se fit jamais prendre.
Puis, sur une base militaire, toujours en Guyane, les propriétaires de la base décidèrent de construire un aéroport, l’aéroport de Rochambeau. En attendant, un militaire, s’intéressant à la vie et aux œuvres de « Flag », l’emmena aux États-Unis. Il y exposa quelques toiles et publia un livre autobiographique, intitulé « Flag on Devil's Island » (« Flag sur l'île du Diable »), dont il prétendit avoir vendu 500 000 exemplaires.
Il termina sa vie en Martinique, après être rentré des États-Unis sans la fortune espérée, avant de décéder le 10 août 1964 à Fort-de-France.